# Freatofyt
Freatofyten of grondwaterplanten zijn planten (soorten of lagere taxa zoals ondersoorten en variëteiten) die in hun voorkomen uitsluitend of voornamelijk beperkt zijn tot de invloedssfeer van  de grondwaterspiegel (freatisch vlak) en het 'schijngrondwater'.

## Indeling
Bij de indeling van planten naar de verschillende typen freatofyten kan er ook gekeken worden naar de grondwaterstand en de aanwezige ionen in de grond. De indeling in verschillende typen freatofyten naar afhankelijkheid van grondwater is mede afhankelijk van de korrelgrootteverdeling van de vaste bodemdeeltjes. Ook de samenstelling van het grondwater speelt een grote rol. Sommige soorten zijn gebonden zijn aan basenrijke omstandigheden (kalk), zoals zeegroene zegge, es en parnassia. 
Ger Londo geeft een indeling van de Nederlandse flora in de verschillende categorieën. Het is niet mogelijk een universele freatyofytenlijst op te stellen, omdat niet iedere soort zich overal op gelijke wijze gedraagt ten opzichte van het grondwater. Het blijkt dat andere milieufactoren zoals klimaat, grondsoort en mineralenrijkdom van de bodem erop van invloed zijn of soorten op de ene plek wel het grondwater wel nodig voor hun voortbestaan, of op andere plaatsen onafhankelijk van het grondwater kunnen groeien. Soms komen dan voor in zeer droge milieus zoals kalkgraslanden, zoals echt duizendguldenkruid (Centaurium erythraea), die een obligate freatofyt is op zandgrond, zoals in de duinen, zodat de soort daar verdwijnt als de duinen ontwaterd worden. Ook speelt de neerslag en de luchtvochtigheid daarbij een rol, waardoor de soort wel kan voorkomen in Engelse en Noord-Franse duinen.
Samengevat is de indeling voor Nederland als volgt:
| - W - hydrofyten of waterplanten: planten waarvan in elk geval de vegetatieve delen zich in normale omstandigheden onder water en/of drijvend op het wateroppervlak bevinden - freatofyten of grondwaterplanten: planten die in een bepaald gebied gebonden zijn aan bereikbaar grondwater - F - obligate freatofyten: soorten die uitsluitend binnen de invloed van het grondwater voorkomen - permanent water aan het maaiveld nodig voor een goede ontwikkeling en een volledige levenscyclus - soorten van vochtige bodem, met grondwater net onder het maaiveld - niet-obligate of facultatieve freatofyten: soorten die op bepaalde plaatsen ook buiten de invloed van het grondwater kunnen groeien - V - vochtsoorten - K - kalk-afreatofyten: soort waarvan het voorkomen gebonden is aan basenrijke omstandigheden en daar niet afhankelijk is van grondwater - P - plaatselijke freatofyten - D - duinfreatofyten: soorten die in de duinen als freatofyten zijn te beschouwen, maar daarbuiten niet - A - afreatofyten: soorten die in hun voorkomen niet aan de invloedssfeer van het grondwater gebonden zijn - Z - halofyten: soorten die uitsluitend op zilte gebieden voorkomen |

| categorie | omschrijving           | Duinen 1)  | Kalkgebieden 2) | Rest 3)     |
| --- | ---------------------- | ---------- | --------------- | ----------- |
| W | waterplant             | Freatofyt  | Freatofyt       | Freatofyt   |
| F | freatofyt              | Freatofyt  | Freatofyt       | Freatofyt   |
| V | vochtig, niet-obligaat | Freatofyt  | Freatofyt       | Freatofyt   |
| K | kalk-afreatofyt        | Freatofyt  | Afreatofyt      | Freatofyt   |
| P | plaatselijk freatofyt  | Freatofyt  | Afreatofyt      | Freatofyt ? |
| D | duinfreatofyt          | Freatofyt  | Afreatofyt      | Afreatofyt  |
| A | afreatofyt             | Afreatofyt | Afreatofyt      | Afreatofyt  |
| 1. Duinen en andere stuifzandgebieden (leem- en lutumarm) 2. Kalkgebieden in Zuid-Limburg 3. Grootste deel van Nederland |                        |            |                 |             |